# Hångsdala församling
Hångsdala församling var en församling i Skara stift och i Tidaholms kommun. Församlingen uppgick 2002 i Valstads församling. 

## Administrativ historik
Församlingen har medeltida ursprung.
Församlingen var till 1 maj 1925 moderförsamling i pastoratet Hångsdala, Skörstorp och (Östra) Gerum för att därefter till 1962 vara annexförsamling i pastoratet Dimbo, Ottravad, Hångsdala, Skörstorp och Östra Gerum. Från 1962 till 1998 annexförsamling i pastoratet Valstad, Kymbo och Vättak, Suntak, Hångsdala, Skörstorp och Östra Gerum. Församlingen ingick från 1998 till 2002 i Tidaholms pastorat. Församlingen uppgick 2002 i Valstads församling.

## Kyrkor
- Hångsdala kyrka